# Purificación Pérez Gayá
Purificación Pérez Gayá (Murcia, 1850–Sevilla, 12 de febrero de 1873) fue una poetisa española. Pese a su temprana muerte, Pérez Gayá dejó una rica herencia literaria a través de numerosas publicaciones de sus textos poéticos en diarios y revistas de la época.

## Trayectoria
Pérez Gayá nació en Murcia en el año 1850 y murió en Sevilla en 1873 a la corta edad de 23 años, ciudad donde se trasladó tras su matrimonio con Lorenzo Ruiz de Flores. Su vocación como poeta le llegó muy pronto. En 1864, con catorce años de edad, escribió el primer poema que se conoce, A mi patria. Aunque su familia y amigos le animaron a escribir, se vio abocada a dejar de escribir por un tiempo debido a los anónimos que recibía en oposición a su afición por la pluma, como afirmó en una de las epístolas dirigida a Antonio Arnao.

## Obra
Desde su época de juventud comenzaría a publicar poemas en revistas y diarios. En 1871 fue colaboradora en la revista La Ilustración Murciana,, El Aura Murciana, El Chocolate o El Ideal Político. Ese mismo año también formó parte de otro grupo de mujeres colaboradoras en la revista Cartagena Ilustrada.
En 1874 publicaría una recopilación de sus textos bajo el título Ensayos poéticos. La impresión se realizó en Sevilla, en los talleres de Gironés y Orduña. Podemos encontrar un ejemplar en el catálogo de la Biblioteca Nacional de España. La obra está prologada por el escritor murciano Antonio Arnao, con el que mantuvo una relación epistolar en la que este hacía de consejero y mentor.
Asimismo, su poema ¡Mi vida es la poesía! sería incluido en la antología poética Cien sonetos de mujer, coordinada por Eduardo Martín de la Cámara, y editada y publicada por la Sociedad General Española en 1919. En este poema la poeta protesta acerca de las críticas que recibía por no dedicarse "a los deberes de mujer".
El escritor y periodista murciano Andrés Blanco y García recopiló poemas de Pérez Gayá junto a otros autores poco conocidos en Flores murcianas, publicado en 1899.
Una de sus últimas composiciones fue La Cruz de Caravaca ó la conversión del Rey moro, obra que quedó inconclusa.

## Reconocimientos
Fue homenajeada por el artista murciano Juan González Moreno, figurando su nombre en una placa que acoge una lista de artistas célebres de la Región de Murcia. La escultura de González fue realizada en 1971 y actualmente se encuentra ubicada en la Plaza de Santa Isabel de la ciudad de Murcia.